# Damien Hammouchi
 (décembre 2019).
Damien Hammouchi, né le 28 octobre 1979, est le directeur du développement et des opérations antennes de Canal+ France.
De 2005 à 2016, Il a présenté de nombreuses émissions comme journaliste français sur la chaîne C8.

## Biographie

### Formation
Damien Hammouchi est diplômé du Conservatoire national supérieur de musique et de danse de Paris et de HEC Paris.

### Télévision
En 2004, il rejoint le groupe Bolloré pour participer au développement du nouveau département média. Celui-ci se composait alors principalement de RNT, radio nouveaux talents.
En 2005, il intègre la chaîne Direct 8 pour s’occuper d’une émission consacrée aux nouveaux talents.
En 2006, il anime  l’émission Opus 8, consacrée à la musique classique. Il reçoit de nombreux artistes internationaux comme Cécilia Bartoli, Aldo Ciccolini, Nicholas Angelich ou encore le compositeur français Henri Dutilleux pour une émission spéciale. 
De 2007 à 2009, il présente différentes émissions culturelles sur Direct 8.
En 2010, il est le rédacteur en chef et le présentateur de l’émission Tous les goûts sont dans la culture sur Direct 8 dans laquelle il reçoit des personnalités du monde culturel.
De 2012 à 2016, il est rédacteur en chef et chroniqueur dans l'émission Le Grand 8 présentée par Laurence Ferrari sur la chaîne D8.
En 2023, il est nommé directeur du développement et des opérations antennes de Canal+ France.